# Ukliďme Česko

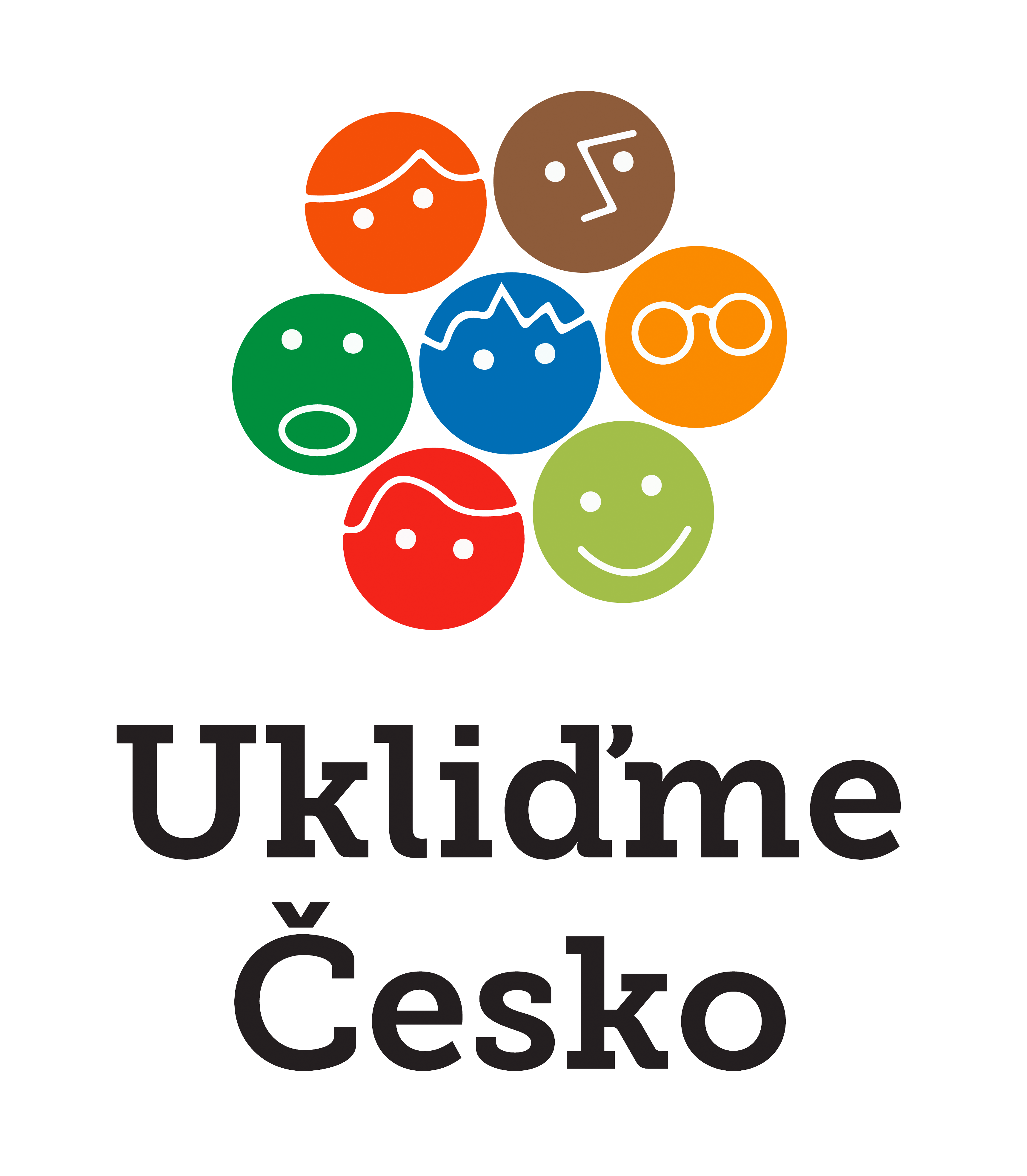
Logo Ukliďme Česko

Ukliďme Česko je celorepubliková dobrovolnická úklidová akce, kterou založili Miroslav Kubásek a Radek Janoušek s cílem uklidit černé skládky a nepořádek po celé České republice. Akce je závislá na aktivní účasti veřejnosti, která v roli místních organizátorů připravuje úklidy v konkrétních lokalitách pro dobrovolníky, s nimiž pak společně vybrané místo uklidí. Organizační tým Ukliďme Česko podporuje organizátory jak materiálně – zasláním pracovních rukavic a pevných pytlů pro dobrovolníky, tak metodicky – poskytnutím praktických rad jak a kde úklid připravit a také bezpečnostních pokynů pro bezproblémový průběh jejich úklidů.
Připravované úklidy místních organizátorů se zobrazují v interaktivní mapě úklidů na vlastním webu. Ta umožňuje rychlé a efektivní propojení dobrovolníků s organizátory úklidů v konkrétním místě. Po akci se pak v mapě zobrazí informace o proběhlém úklidu spolu s fotografiemi které poskytli organizátoři a také s vyznačením lokality, kde úklid proběhl.
Na začátku roku 2016 navázal spolek Ukliďme Česko spolupráci s Českým svazem ochránců přírody a vznikl tak společný projekt s kompromisním názvem „Ukliďme svět, ukliďme Česko“ který byl až do konce roku 2020 finančně podporován ze Státního fondu životního prostředí. Od ledna 2021 je akce, tak jak to bylo před rokem 2016, organizována již pouze spolkem Ukliďme Česko a oficiálně se opět začal používat krátký název Ukliďme Česko.
Od roku 2018 je spolek Ukliďme Česko také oficiálním národním koordinátorem Celosvětového úklidového dne (World Cleanup Day) pro Českou republiku.

## Vznik iniciativy
V roce 2012 vznikla webová a mobilní aplikace ZmapujTo, prostřednictvím které mohli občané informovat úřady o černých skládkách a dalších problémech ve svých městech a obcích. Nahlášených skládek však přibývalo, ale skoro žádné nemizely. Ukázalo se, že není v silách úřadů uklidit všechny skládky a vyřešit každý nahlášený problém. Proto se Miroslav Kubásek a Radek Janoušek rozhodli uspořádat na jaře 2014 první ročník úklidové akce s názvem Ukliďme Česko.
Díky modernímu přístupu a po vzoru světového hnutí Let's Do It! World (Pojďme do toho!) se podařilo oslovit a motivovat hned napoprvé tisíce dobrovolníků. O tom, že akce byla úspěšná svědčí i vítězství v soutěži Energy Globe Award (tzv. Ekokogický Oskar, říjen 2014). Po úspěšném prvním ročníku Ukliďme Česko v roce 2014 pak vznikla tradice této akce.

## Statistika

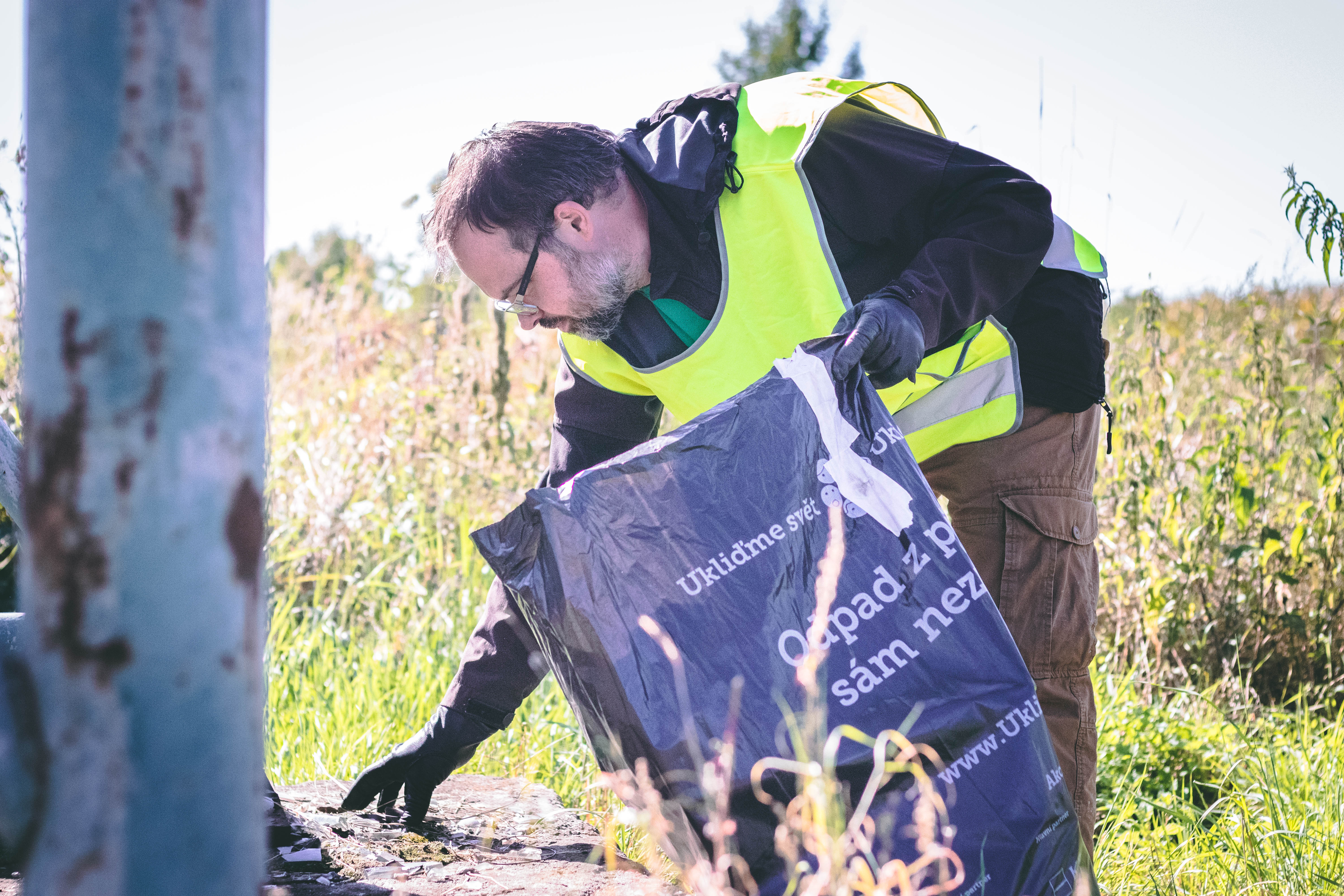
Ukliďme Česko 2019

- Ukliďme Česko 2014 – (280 úklidů, 6 000 dobrovolníků, sesbíráno 350 tun odpadů)
- Ukliďme Česko 2015 – (1 109 úklidů, 31 016 dobrovolníků, sesbíráno 1 022 tun odpadů)
- Ukliďme svět, ukliďme Česko 2016 – (2 066 úklidů, 86 210 dobrovolníků, z toho 54 546 dětí, sesbíráno 1 634 tun odpadů, z toho vytříděno 377 tun)
- Ukliďme svět, ukliďme Česko 2017 – (2 476 úklidů, 96 133 dobrovolníků, z toho 56 345 dětí, sesbíráno 1 536 tun odpadů, z toho vytříděno 281 tun)
- Ukliďme svět, ukliďme Česko 2018 – (3 295 úklidů, 134 854 dobrovolníků, z toho 86 730 dětí, sesbíráno 2 113 tun odpadů, z toho vytříděno 435 tun)
- Ukliďme svět, ukliďme Česko 2019 – (3 895 úklidů, 157 163 dobrovolníků, sesbíráno 2 612 tun odpadů, z toho vytříděno 509 tun)
- Ukliďme svět, ukliďme Česko 2020 – (737 úklidů, 22 350 dobrovolníků, sesbíráno 245 tun odpadů, z toho vytříděno 45 tun). Akce byla poznamenána opatřeními souvisejícími s pandemií covidu-19.
- Ukliďme Česko 2021 – (2 496 úklidů, 75 450 dobrovolníků, sesbíráno 1 056 tun odpadů, z toho vytříděno 305 tun). Úklidy byly částečně ovlivněny epidemiologickými omezeními.
- Ukliďme Česko 2022 – (4 687 úklidů, 194 800 dobrovolníků, sesbíráno 2 730 tun odpadů, z toho vytříděno 425 tun)
- Ukliďme Česko 2023 - (přes 5000 úklidů, 225 000 dobrovolníků)

## Spolek Ukliďme Česko
Spolek Ukliďme Česko (oficiální název spolku je Ukliďme Česko z. s., původní název spolku byl Ekosmák) vznikl v roce 2013 za účelem poskytování obecně prospěšných činností v oblasti ochrany životního prostředí, přírody, krajiny, ochrany lidského zdraví a dalších aktivit ve smyslu občanské společnosti. Hlavní činností je organizování celorepublikové úklidové akce Ukliďme Česko, jejímž cílem je aktivně bojovat proti černým skládkám a nepořádku v českých městech, vesnicích a přírodě. Jako další svou aktivitu na jaře 2020 spolek spustil mobilní a webovou mapovou aplikaci Kam s ním?, jejímž cílem je poradit, jak správně s nechtěnými věcmi naložit, resp. kde lze legálně a v drtivé většině i bezplatně odevzdat.

## Kam s ním?
Jedná se o neziskový projekt spolku Ukliďme Česko, za jehož realizací stojí Miroslav Kubásek, na tvorbě webové aplikace se podílel Petr Altman, medializaci projektu zajišťuje Radek Janoušek. Projekt byl spuštěn 20. ledna 2020. Ve své první tiskové zprávě autoři projektu odkázali na stejnojmenný fejeton od Jana Nerudy a prezentují nový systém jako nástroj, který po 150 letech dává konečně na tuto „nerudovskou“ otázku jasnou odpověď.

### Popis projektu
Aplikace Kam s ním? (autory také nazýván jako „Český google na odpadky“) je v podstatě agregátorem míst, kde se lze legálně zbavit nepotřebných věcí a odpadů. Aplikace poradí, jak správně s nechtěnými věcmi naložit, resp. kde lze legálně a v drtivé většině i bezplatně odevzdat jak běžný odpad z domácnosti, tak například prošlé léky, pneumatiky, vysloužilé elektro, baterie, světelné zdroje, velkoobjemový odpad, nebo třeba i odpady nebezpečné. Obsahuje i provozní doby sběrných středisek či míst zpětného odběru tam, kde jsou tato data k dispozici, včetně možnosti navigace na tato místa. Tam, kde jsou k dispozici data o kontejnerových stáních na tříděný odpad, například v Praze, či Brně, lze tato místa jednoduše vyhledat a zobrazit v mapě. Aplikace navíc obsahuje místa, která umožňují již nechtěným věcem dát druhý život jako jsou například re-use centra, knihobudky, SWAPy, obchody, kam lze přinést znovu použitelné kartonové krabice a výplně, aplikace také integruje cirkulární projekty, jako je například česká služba REkrabička. Aktuálně[kdy?] aplikace obsahuje celkem přes 100 000 míst.

### Ocenění
Aplikace získala v listopadu 2020 ocenění za nejlepší aplikaci v kategorii „Životní prostředí a klimatická krize“ v soutěži „Společně otevíráme data 2020“, kterou organizuje Nadace Open Society Fund Praha. Dle hodnocení odborné poroty by projekt mohl být příkladem pro samosprávu, jak s relativně nízkými náklady na správu poskytovat občanům kvalitní, důvěryhodné a srozumitelné informace, které řeší jejich reálné potřeby.

### Vize projektu
Projekt chce podle autorů do budoucna podpořit „odklon odpadového toku z popelnic a kontejnerů na směsný odpad na místa zpětného odběru, do sběrných středisek odpadů, či v ideálním případě do recyklačních center, charitativních sběren, opraven apod.“ a napomoci tak České republice ke splnění cílů EU a OSN v oblasti odpadového a oběhového hospodářství. V budoucnu autoři plánují, že se projekt stane součástí evropského prostoru pro inteligentní oběhové aplikace a umožní spotřebitelům např. vizualizaci produktových pasů či mapování zdrojů.